# نورا (فیلم ۲۰۰۰)
نورا (به انگلیسی: Eye of the Beholder) فیلمی محصول سال ۲۰۰۰ و به کارگردانی پت مورفی است. در این فیلم بازیگرانی همچون سوزان لینچ، ایوان مک‌گرگور، اندرو اسکات و پالین مک‌لین ایفای نقش کرده‌اند.